# Tenuto

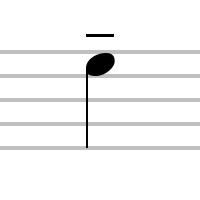
Um tenuto marcando uma nota

Tenuto  (italiano, particípio passado de Tenere, "para prender") é um símbolo usado em notação musical. É uma das primeiras instruções a ser utilizadas na notação de música, uma vez que Notker de St. Gall (c.  840 - 912) discute o uso da letra "T" na notação do cantochão no sentido trahere vel tenere debere em uma de suas cartas.
O significado preciso de tenuto é ambíguo, podendo significar tanto segurar a nota em questão o seu comprimento (ou mais, com ligeira rubato), ou tocar a nota um pouco mais forte. Em outras palavras, a marca tenuto podem alterar tanto a dinâmica ou a duração de uma nota. De qualquer forma, a marcação indica que uma nota deve receber ênfase.
A marcação do significado pode ser afetada quando ele aparece em conjunto com outras articulações. Quando ele aparece em conjunto com um staccato ponto, ela tem o mesmo significado como pontos staccato sob um legato: non legato ou desanexado. Quando ele aparece com um acento, porque o acento indica a dinâmica, o tenuto assume o seu significado de duração extra. Se há uma sucessão de marcas tenuto, uma após a outra, o artista deve tocar cada uma das notas com leve acentuação.
Tenuto pode ser simbolizada de três maneiras:
- 1. Com o "tenuto"(palavra) escrito acima da passagem onde será executado o tenuto.
- 2. A abreviação ten. Escrita acima da nota ou passagem onde será executado o tenuto.
- 3. Uma linha horizontal, aproximadamente a duração de uma notehead, colocado imediatamente acima ou abaixo da nota a será executado o tenuto (como na imagem acima).